# Ewa Pajor
Ewa Pajor   (Uniejów, 3 de desembre de 1996) és una futbolista polonesa que juga com a davantera al FC Barcelona i a la selecció de Polònia.

## Carrera de club
Pajor ve de Pęgów. Va començar la seva formació en futbol als 8 anys a l'Orlęty Wielenin. Després de graduar-se a l'escola primària, es va traslladar a Konin i es va formar al Medyk Konin. El 14 d'abril de 2012, va debutar a l'Ekstraliga, entrant al minut 55 del partit contra l'AZS PWSZ Biała Podlaska, guanyant per 3-0. En el seu debut, va marcar dos gols, el primer dos minuts després d'entrar al terreny de joc. Amb 15 anys i 133 dies, es va convertir en la jugadora més jove a jugar a l'Ekstraliga. Per poder-hi participar li va caldre un permís especial de la PZPN, perquè la normativa només permetia jugar jugadores majors de 16 anys.
La temporada 2012–2013, juntament amb el Medyk, va obtenir el subcampionat i la Copa de Polònia. En el partit final contra el KP Unia Racibórz, guanyat per 2–1, Pajor va marcar els dos gols per al seu equip. Les temporades 2013/2014 i 2014/2015 van resultar encara més exitoses per a ella. Juntament amb el Medyk Konin va guanyar el campionat i la Copa de Polònia dues vegades. Va jugar el seu últim partit amb l'equip Konin quan Medyk va derrotar el Górnik Łęczna a la final de la Copa de Polònia per 5-0. Pajor va fer un hat-trick en aquest partit. En total, per a l'equip sènior de Medyka, va marcar 74 gols en tots els partits oficials, dels quals 64 a la lliga extra (en 60 aparicions).
El juny de 2015, va signar un contracte de dos anys amb el VfL Wolfsburg, que després va ampliar el desembre de 2017 fins al 30 de juny de 2020. L'abril de 2020, Pajor va signar una pròrroga de contracte amb Wolfsburg fins al 2023.
A la temporada 2018-19, va guanyar el Campionat d'Alemanya, la Copa d'Alemanya i el títol de màxima golejadora de la Bundesliga, marcant 24 gols en 19 partits.
El juny de 2024 Pajor s'incorpora al FC Barcelona, firmant un contracte que la vincula amb el seu nou equip fins a 2027.

## Carrera internacional
Al Campionat d'Europa sub-17 celebrat el juny de 2013, juntament amb la selecció polonesa sub-17 va guanyar la medalla d'or. El 9 d'octubre va ser guardonada amb el Premi Golden Player de la UEFA a la millor jugadora sub-17 d'Europa.
Va debutar a la selecció polonesa sènior amb l'entrenador Wojciech Basiuk, en el partit entre Polònia i la República Txeca, en el marc del torneig amistós de la Copa Balaton a Hongria, el 20 d'agost de 2013. Pajor va entrar al camp només al minut 75, però al minut després d'entrar va provocar un penal, marcat per Patrycja Pożerska. Al minut 84, Pajor va marcar.
Va participar del 4 a l'11 de març de 2015 a la competició de la Copa d'Istria a Croàcia, que va guanyar el primer lloc amb el seu equip a la final contra Eslovàquia.
El 6 de setembre de 2022, després de marcar tres gols contra la selecció de Kosovo, Pajor es va convertir en la golejadora més efectiva de la història de la selecció polonesa, superant l'anterior rècord de Marta Otrębska.

## Palmarès
Medyk Konin
- Extraliga: 2013–14, 2014–15
- Copa de Polònia: 2012–13, 2013–14, 2014–15

VfL Wolfsburg
- Bundesliga: 2016–17, 2017–18, 2018–19, 2019–20, 2021–22
- DFB-Pokal: 2015–16, 2016–17, 2017–18, 2018–19, 2019–20, 2020–21, 2021–22, 2022–23
- Subcampiona de la Lliga de Campions Femenina de la UEFA: 2015–16, 2017–18, 2019–20, 2022-23

Polònia
- Copa d'Ístria: 2015
- Campionat de la UEFA sub-17 femení: 2013

Futbol Club Barcelona
- Lliga 2024-25
- Supercopa d'Espanya 2025

Individual
- Jugadora de futbol de l'any: 2018, 2019, 2022
- Màxima golejadora de la Bundesliga: 2018–19
- Lliga de Campions Femenina de la UEFA: Màxima golejadora: 2022-23,
- Campionat femení sub-17 de la UEFA: Golden Player: 2013
- Trofeu Pichichi: 2024-25